# Panna Rittikrai
Panna Rittikrai (tiếng Thái: พันนา ฤทธิไกร, 17 tháng 2, 1961 - 20 tháng 7, 2014), tên khai sinh là Krittiya Lardphanna (tiếng Thái: กฤติยา ลาดพันนา), là một nam diễn viên, võ sư, nhà chỉ đạo võ thuật kiêm nhà làm phim người Thái Lan. Là người sáng lập kiêm cựu chủ tịch của Nhóm hành động - võ thuật Muay Thái, ông được khán giả biết đến là người cộng tác đồng thời còn là sư phụ dạy võ của ngôi sao võ thuật Tony Jaa. Hai tác phẩm Người bảo vệ và Truy tìm tượng Phật do Tony Jaa đóng chính cũng xuất phát từ những công lao to lớn của ông.
Những năm cuối đời, vì vấn đề sức khỏe, Panna buộc phải tạm ngừng sự nghiệp từ năm 2013 để có tiền chữa trị. Ông qua đời lặng lẽ chỉ một năm sau tại Bangkok do mắc phải nhiều căn bệnh trầm trọng.

## Danh sách phim

### Diễn viên
- Ai Phang R.F.T. (ไอ้ผาง ร.ฟ.ท.) (1982)
- Ai Por 4 Mai Mi Sen (ไอ้ ป.4 ไม่มีเส้น) (1983)
- Dragon Killer (พยัคฆ์ยี่เก) (1983)
- Sing Rod Bann Took 2 (สิงห์รถบรรทุก 2) (1984)
- Nak Rong Nak Leng (นักร้องนักเลง) (1984)
- Ka Ma Kub Pra (ข้ามากับพระ) (1984)
- Gerd Ma Lui (เกิดมาลุย) (1986)
- No So Ka Wao (น.ส.กาเหว่า) (1986)
- Sing Wing Lui (ซิ่งวิ่งลุย) (1986)
- Plook Mun Kuen Ma Kah (ปลุกมันขึ้นมาฆ่า) (1987)
- Kah Jah Yai Krai Yah Kwang (ข้าจะใหญ่ใครอย่าขวาง - a.k.a. 2 Nuk Soo Poo Ying Yai) (1987)
- Gerd Ma Lui 2 (เกิดมาลุย ภาค 2) (1987)
- Petch Lui Plerng (เพชรลุยเพลิง) (1988)
- Khon Tuen Kor Tor Mor (ฅนเถื่อน กทม) (1988)
- Khon Hin Jorm Torrahod (คนหินจอมทรหด) (1988)
- Mission Hunter (เพชรฆาตเดนสงคราม - a.k.a. Dark Day Express) (1988)
- Plook Mun Kuen Ma Kah 2 (ปลุกมันขึ้นมาฆ่า 2) (1989)
- Soo Lui Laek (สู้ลุยแหลก) (1989)
- Lum Pleung Hod (ลำเพลินโหด) (1989)
- Hod Tarm Kheew (โหดตามคิว - a.k.a. Huk Lhiem Torrachon) (1989)
- Sa Ming Dong Dib (สมิงดงดิบ) (1989)
- Hod (โหด) (1989)
- Ba Dee Duek (บ้าดีเดือด) (1989)
- Hod Tarm Sung (โหดตามสั่ง) (1989)
- Iron Angels 3 (เชือด..เชือดนิ่มนิ่ม 3 - Hong Kong film) (1989)
- Sieng Tai (เสี่ยงตาย) (1989)
- Mon Pleng Ruk (มนต์เพลงรัก) (1989)
- Gerd Ma Lui 3 (เกิดมาลุย 3 อัดเต็มพิกัด) (1990)
- Tee Yai 2 (ตี๋ใหญ่ 2) (1990)
- Kong Tub Tooan (กองทัพเถื่อน) (1990)
- Plook Mun Kuen Ma Kah 3 (ปลุกมันขึ้นมาฆ่า 3) (1990)
- Black Killer (เพชฌฆาตดำ) (1990)
- Ai Jang Mee Mia (ไอ้แจ้งมีเมีย) (1990)
- Koo Duek (คู่เดือด) (1990)
- Taban Plung (ตะบันเพลิง) (1990)
- 3 Ann Ta Rai (3 อันตราย) (1990)
- Hin Tud Lhek (หินตัดเหล็ก) (1990)
- Ai Petch Bor Kor Sor (ไอ้เพชร บ.ข.ส.) (1990)
- A Tung Suer Saming (อาถรรพณ์เสือสมิง) (1990)
- Ba Laew Tong Kha (บ้าแล้วต้องฆ่า) (1990)
- Bor Pling Tee Po Ta Lae (บ่อเพลิงที่โพทะเล) (1990)
- Hua Jai Lek (หัวใจเหล็ก) (1990)
- Killer Lek (เพชฌฆาตเหล็ก) (1990)
- Chuek Chuek Nuer Nuer (เชือด ๆ เหน่อ ๆ) (1990)
- Kon Ja Sing Sang Tawan (ก่อนจะสิ้นแสงตะวัน) (1990)
- Koon Sub Muang Lab Lae (ขุมทรัพย์เมืองลับแล) (1990)
- Jok Narok Pa Dek Suk (เจาะนรกเผด็จศึก) (1990)
- Payuk Rai Chiang Choon (พยัคฆ์ร้าย เซี่ยงชุน) (1991)
- Bang Tueng (แบ๊งค์เถื่อน) (1991)
- Ta Nong Ra Hum Sa Tarn Lok (ทะนง (ระห่ำสะท้านโลก) (1991)
- Ta Loui (ท้าลุย) (1991)
- 2 Dan Na Rok (2 เดนนรก) (1991)
- Tang Kae Duak (ตังเกเดือด) (1991)
- Noui Rob Ta Mi 1728 (หน่วยรบทมิฬ 1728) (1991)
- Luad Kao Ta (เลือดเข้าตา) (1991)
- Killer Hod Sing Pa Soong เพชฌฆาตโหดสิงห์ป่าซุง (1991)
- Mue Plab Song Pan Din (มือปราบสองแผ่นดิน) (1991)
- Yai Khon Yai (ใหญ่โค่นใหญ่) (1991)
- Lui Talu Fah (ลุยทะลุฟ้า) (1991)
- Paen Kab Dak (แผนกับดัก) (1991)
- Gun of God (เจ้าทรงปืน) (1991)
- Pha Lok Ma Loui (ผ่าโลกมาลุย) (1991)
- Jok Narok 2 Dib Kra Tak Dib (เจาะนรก 2 ตอน ดิบกระแทกดิบ) (1991)
- Tap Nang Paya (ทัพนางพญา) (1991)
- Ra Hum 100% (ระห่ำ 100%) (1991)
- Koo Fak Koo Hod (คู่ฟัดคู่โหด) (1991)
- Sing Nua Sua Isaan (สิงห์เหนือ เสืออีสาน) (1991)
- Pee Nuk Rong Nong Nuk Leng (พี่นักร้องน้องนักเลง) (1991)
- Plook Mun Kuen Mah Fad Phee Kad (ปลุกมันขึ้นมาฟัดผีกัด - a.k.a. Awakened Zombie Battles) (1991)
- Song Kram Phee (สงครามผี - a.k.a. Ghost War) (1991)
- Song Tone (สองโทน) (1991)
- Poo yai Bann Kra Dook Lek (ผู้ใหญ่บ้านกระดูกเหล็ก) (1991)
- Yord Kon Suer Poo Kao (ยอดคนเสือภูเขา) (1991)
- Kampee Nak Leng (คัมภีร์นักเลง) (1991)
- Muer Kra A Tang (มือขวาอาถรรพ์) (1991)
- Tha Loo Fa Ma Kerd (ทะลุฟ้ามาเกิด) (1991)
- Ai Petch Bor Kor Sor 2 (ไอ้เพชร บ.ข.ส. 2) (1992)
- Tayard.. Ai Phang R.F.T. (ทายาท.. ไอ้ผาง ร.ฟ.ท.) (1992)
- Pong Pong Chung (โป้ง โป้ง ชึ่ง) (1992)
- Nak Rong Ka Nong Puen (นักร้องคะนองปืน) (1992)
- Ling Lark Harng Ai Charng Teeb (ลิงลากหาง ไอ้ช้างถีบ) (1992)
- Jom Ka Ta (จอมคาถา) (1992)
- Hod Lah Hin (โหดล่าหิน) (1992)
- Ja Koo Ruk Kod Nong Hai Kong Lok (จะกู่รักกอดน้องให้ก้องโลก) (1992)
- Singh Siam (สิงห์สยาม - Tony Jaa's debut at Panna Stuntmen Team) (1992)
- Black Killer 2 (เพชฌฆาตดำ 2) (1992)
- Lang Muang Kon Dook (ล้างเมืองคนดุ) (1992)
- Peen Gleaw (ปีนเกลียว) (1993)
- Kuan Ouy (กวนโอ๊ย) (1993)
- Tood Mor Rana (ทูตมรณะ) (1993)
- Plak Bann Nok (ปลัดบ้านนอก) (1993)
- Asoolkai Khon Mai Chai Khon (อสูรกาย คนไม่ใช่คน) (1993)
- Nuk Leng Klong Yao (นักเลงกลองยาว) (1994)
- Suer La Suer (เสือล่าเสือ) (1994)
- Sayim Kia 2 (สยึ๋มกึ๋ย 2) (1994)
- Nak Kha Na Yok (นักฆ่าหน้าหยก) (1994)
- 1+5 Fa Kor Ham Mai Dai (1+5 ฟ้าก็ห้ามไม่ได้) (1994)
- Kuang Ther Mar Plon (ควงเธอมาปล้น) (1994)
- Payuk Rai Chiang Choon 2 (พยัคฆ์ร้าย เซี่ยงชุน 2) (1994)
- Mon Pleng Nak Leng Bann Nok (มนต์เพลงนักเลงบ้านนอก) (1994)
- Plook Mun Kuen Ma Kah 4 (ปลุกมันขึ้นมาฆ่า 4 - a.k.a. Spirited Killer) (1994)
- Kah Mar Kub Puen (ข้ามากับปืน) (1995)
- Esan Fighter (นักสู้เมืองอีสาน) (1995)
- Peen Gleaw 2 (ปีนเกลียว 2) (1995)
- Khon Maha Kaf (คนมหากาฬ) (1995)
- Kong Tub Tooan 2 (กองทัพเถื่อน 2) (1995)
- Ath Laek Ai Petch Bor Kor Sor - Ai Phang R.F.T. (อัดแหลก ไอ้เพชร บขส. - ไอ้ผาง รฟท.) (1995)
- Mue Prab Puen Hode (มือปราบปืนโหด - a.k.a. Hard Gun) (1996)
- Kon Dib Lhek Nam Pee (คนดิบ เหล็กน้ำพี้) (1996)
- Mission Hunter 2 (เพชรฆาตเดนสงคราม 2 - a.k.a. Battle Warrior) (1996)
- Kon Look Toong (ฅนลูกทุ่ง) (1996)
- Puta Khatha Thalom Khon (ปู่ตา คาถาถล่มคน) (1997)
- Chiang Choon 3: Payuk Rai Krok Taek (เซี่ยงชุน 3 พยัคฆ์ร้ายครกแตก) (1997)
- Lang Muang Kon Dook 2 (ล้างเมืองคนดุ 2) (1997)
- Kang Kra Taek Kouan (แก๊งกระแทกก๊วน) (1997)
- Khon Sa Ra Pak Pik (คนสารพัดพิษ) (1997)
- Peen Gleaw 3 (ปีนเกลียว 3) (1997)
- Mong Kong Tami (มังกรทมิฬ) (1998)
- Paya Fai Bann Lai Kal (พญาไฟบรรลัยกัลป์) (1998)
- Ong Bak (องค์บาก) (2003)
- Tom Yum Goong (ต้มยำกุ้ง) (2005)
- Dynamite Warrior (ฅนไฟบิน) (2006)
- Bangkok Knockout (โคตรสู้ โคตรโส) (2010)
- Kroo Bann Nok Bann Nong Hee Yai (ครูบ้านนอก บ้านหนองฮีใหญ่) (2010)
- The Stunt (เดอะสตันต์) (2013)

### Đạo diễn
- Gerd ma lui (เกิดมาลุย) (1984)
- Plook Mun Kuen Ma Kah 4 (ปลุกมันขึ้นมาฆ่า 4 - a.k.a. Spirited Killer) (1994)
- Nuk Leng Klong Yao (นักเลงกลองยาว) (1994)
- Mue Prab Puen Hode (มือปราบปืนโหด - a.k.a. Hard Gun) (1996)
- Kon Dib Lhek Nam Pee (คนดิบ เหล็กน้ำพี้) (1996)
- The Bodyguard (2004)
- Born to Fight (เกิดมาลุย) (2004)
- Truy tìm tượng Phật 2 (2008)
- Truy tìm tượng Phật 3: Chiến binh cuối cùng (2010)
- Bangkok Knockout (โคตรสู้ โคตรโส) (2010)
- Vengeance of an Assassin (2014)

### Sản xuất
- Truy tìm tượng Phật 2 (2008)
- Truy tìm tượng Phật 3: Chiến binh cuối cùng (2010)

### Chỉ đạo võ thuật
- The Legend of Suriyothai (2001)
- Truy tìm tượng Phật (2003)
- Born to Fight (2004)
- Tom-Yum-Goong (2005)
- Mercury Man (2006)
- Truy tìm tượng Phật 2 (2008)
- Cô gái Socola (2008)
- Người bảo vệ 2 (2013)